# Felvonó

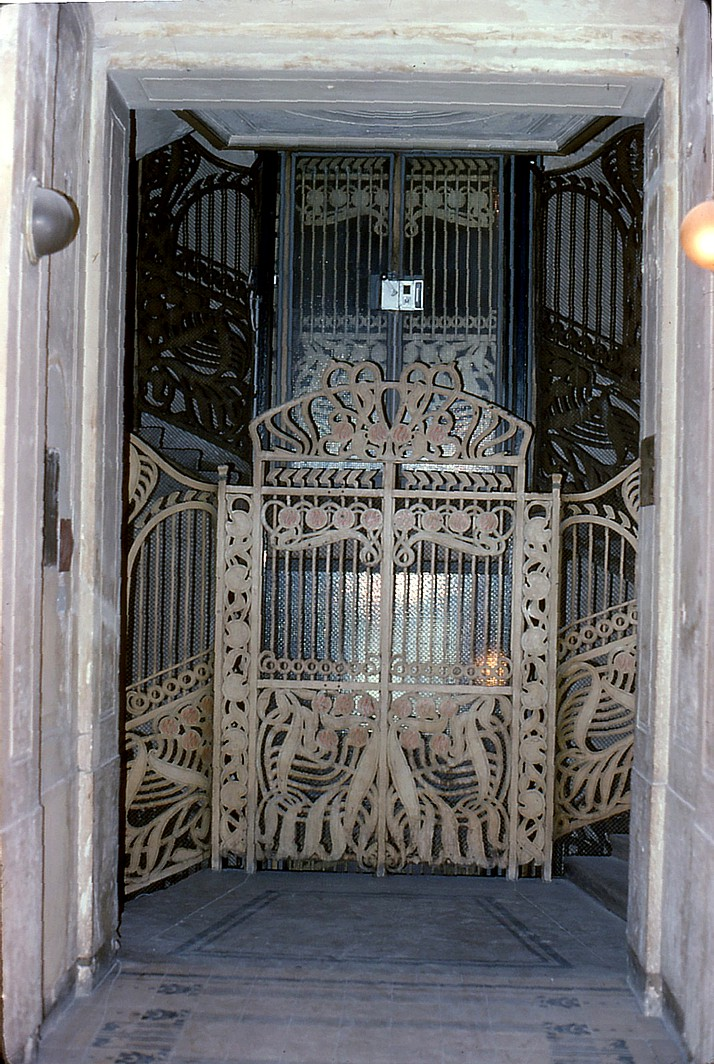
Klasszikus felvonó a 20. század elejéről

A felvonó vagy köznapi nevén lift az emelőgépek egyike, mely embereket vagy tárgyakat szállít épületek, hajók, bányák vagy más szerkezetek emeletei, szintjei vagy fedélzetei között 30°-osnál meredekebb pályán rögzített vezetősínek között mozgó járószéken  vagy lapon. A felvonókat általában elektromotorral hajtják, mely energiáját ellensúlyokkal kombinált kötélrendszer vagy hidrosztatikus hajtás közvetíti a felvonó felé. Ez utóbbinál a motor közvetlenül szivattyút hajt, az ezzel szolgáltatott nagynyomású folyadékáram munkahenger dugattyúját mozgatja. Az építészeti előírások bizonyos emeletmagasság felett előírják felvonó(k) beépítését. Magyarországon az ÉMI 1913. évi nyilvántartása szerint összesen 37 120 lift és mozgólépcső üzemel, ebből csak Budapesten 20 640. Közkeletű nevével ellentétben a sífelvonó nem felvonó, hanem kötélpálya.

## Története

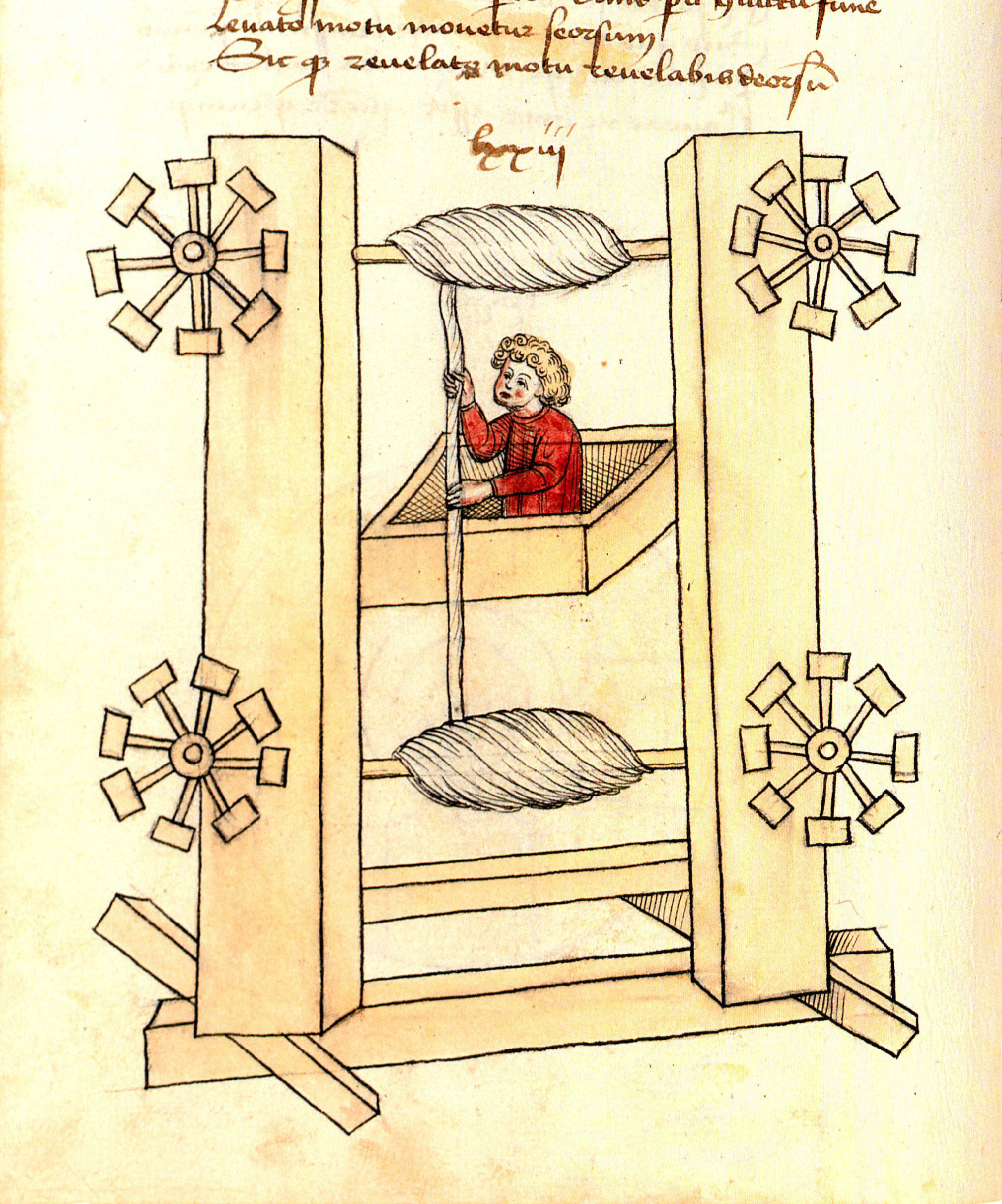
Konrad Kyeser terve (1405)

A felvonó első említése a római építész, Vitruvius könyvében található, aki megemlíti, hogy Arkhimédész első felvonóját valószínűleg i.e. 236-ban építette. A 17. században angol és francia palotákban építettek felvonókat. Az első felvonók mozgatását kötéldobokkal és csigákkal oldották meg. Ivan Kulibin 1793-ban a Téli Palotában csavarorsó mozgatású felvonót épített. Néhány évvel később Kulibin egy másik felvonót épített a Moszkva környéki Archangelszkojében. 1823-ban Londonban „emelő szobát” helyezett üzembe két építész, Burton és Hormer. A szerkezet a turisták számára épült fizetős látványosság volt a város panorámájának bemutatására. 1835-ben egy szíjhajtású, ellensúlyos felvonó épült Angliában. A 19. század közepétől gőzgéppel hajtott felvonókat kezdtek alkalmazni először a bányákban, majd ipari üzemekben is. 1846-ban Sir William Armstrong feltalálta a hidraulikus darut, melyet eredetileg a londoni dokkokban teherhajók rakodására szántak, majd felvonókat is építettek az elv alapján. A járószéket emelő hosszú, függőleges hidraulikus munkahenger beépítése azonban magasabb épületekben nem volt célszerű, mert a henger igen mélyre nyúlt volna a talajba, ezért később csigasorral hajtott emelőgépeket kezdtek alkalmazni.

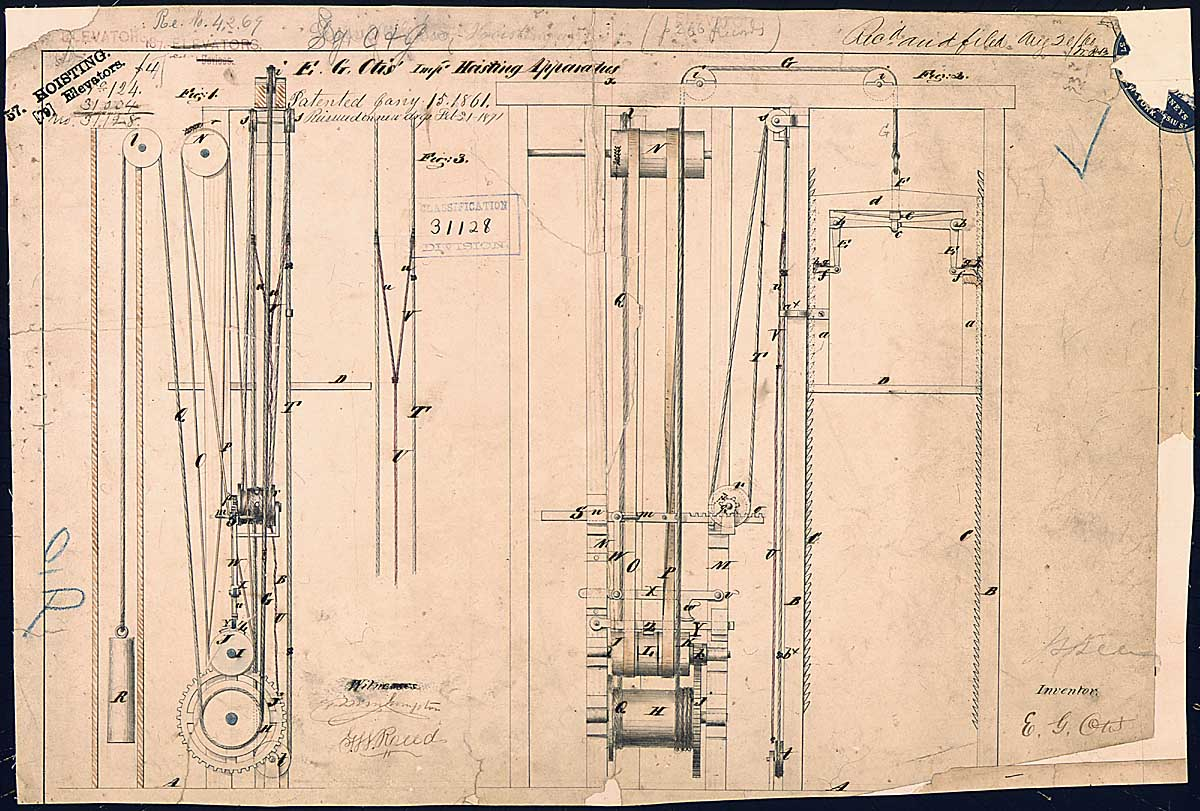
Elisha Otis felvonóra beadott szabadalmi rajza 1861. január 15-én

1852-ben Elisha Otis feltalálta a biztonságos felvonót, mely lefékezi a járószéket a kötél esetleges elszakadásakor. A konstrukció nagyon hasonló volt ahhoz, amit ma is alkalmaznak. A szerkezet lényege az volt, hogy a felfüggesztő kötél egy rúgóval terhelt féket lazított. A rugó a féket a felvonó vezetősínjéhez szorította, ha a kötél elszakadt, így a járószéket megállította. Otis szabadalma szerint a fogazott fék a vezetősín fogaiba akadt meg, ma önzáró fékszerkezeteket használnak. A berendezés működéséről életveszélyes bemutatót tartott a New York-i Kristály Palotában az 1854. évi világkiállításon. 1857-ben szerelték fel az első Otis felvonót a Broadway 488. sz. házába. Az Otis által alapított Otis Elevator Company ma is a világ legnagyobb felvonógyártó vállalata. Az első elektromos hajtású felvonót Ernst Werner von Siemens építette 1880-ban Németországban.
Frank Sprague amerikai feltaláló – az elektromos hajtás egyik nagy fejlesztője és elterjesztője – vállalkozást alapított elektromos hajtású felvonók gyártására. A vállalat 584 felvonót gyártott, melyek lényegesen biztonságosabbak, gyorsabbak és terhelhetőbbek voltak, mint gőzgép hajtású vagy hidraulikus versenytársaik. 1895-ben a vállalkozást eladta az Otis cégnek. Anton Freissler feltaláló továbbfejlesztette Siemens elveit és sikeres vállalkozást indított az Osztrák–Magyar Monarchiában. 1874-ben J.W. Meaker szabadalmaztatta a felvonó ajtajának biztonságos nyitását és zárását biztosító szerkezetet. 1882-ben – amikorra a hidraulikus hajtás már megbízható technikának számított – megszületett egy vállalat, mely később a London Hydraulic Power Company nevet vette fel. Ez a társaság 184 mérföld (~395 km) hosszú nagynyomású hidraulikus csőhálózatot hozott létre Londonban a Temze mindkét oldalán. A hálózat mintegy 8000 gépet működtetett, többnyire felvonókat és darukat.
1887-ben Alexander Miles amerikai feltaláló szabadalmaztatott egy önműködő ajtókkal rendelkező felvonót, mely működés közben a felvonó összes emeleten lévő ajtaját zárva tartja. 2000-től Argentinában eladásra kínálnak vákuum-hajtású felvonókat is.

19. század végi felvonó szerkezetek a Pallas nagy lexikonából
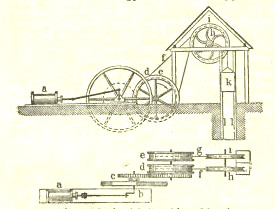
Gőzgéppel hajtott bányafelvonó
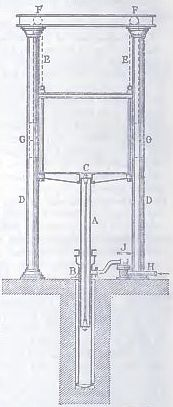
Közvetlen működésű hidraulikus felvonó
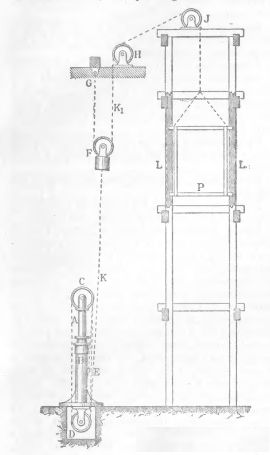
Közvetett működésű hidraulikus felvonó

## Köteles felvonók

Felvonó elrendezések
a-felsőgépes,
b-alsó oldalsó gépes,
c-felső oldalgépes,
d és e : 2:1 es felfüggesztés /flasni/
f- ikerjárószékes,
g-kettős felfüggesztésű.
1. járószék, 2. hajtótárcsa, 3. terelőkerék, 4. ellensúly, 5. kötél, 6. akna fala

Ékes fogókészülék erőjátéka

Ma legelterjedtebbek a köteles hajtású felvonók. A kötelet nagy átmérőjű, megfelelő horonnyal ellátott hajtótárcsába fektetik, melynek egyik vége legtöbbször magát a járószéket tartja, másik vége pedig vagy az álló tartószerkezethez vagy egy ellensúlyhoz van kikötve. Az ellensúly alkalmazása az emelendő teher csökkentését célozza. A hajtótárcsát többnyire csigahajtóművön keresztül háromfázisú villanymotor hajtja, de vannak egyenáramú motorral hajtott felvonók is, melyek fordulatszám szabályozása könnyebben megoldható. Gyorsabb felvonóknál a szintbeállítás pontosságának növelése érdekében háromfázisú kétsebességes vagy egyenáramú motort alkalmaznak. Mivel az egyenáramú hajtást felváltotta a frekvencia szabályozás, így napjainkban (2017) már ez a hajtásrendszer van túlsúlyban.
Vannak kötéldobos felvonók is, ahol a kötél egyik végét a dobhoz erősítik, a másik végét a fülke vázhoz  .
A hajtótárcsa a motor nyomatékát súrlódás útján adja át a kötélnek. A súrlódás növelése érdekében a kúpos horonyba illeszkedő kötél a kötelet húzó terhelésnél nagyobb normális erővel feszül a hornyok falának. A hajtómű gyors tengelyére kötelezően önműködő elektromágneses féket építenek, mely a motor indításával egy időben nyit, és kikapcsoláskor  rúgó hatására zár. A féknek a járószék megállításában van szerepe, de álló helyzetben is meg kell hogy tartsa a berendezést. A hajtómű gyors tengelyén kézikereket alkalmaznak, mellyel üzemzavar (például feszültségkimaradás) esetén a járószéket kézi erővel valamelyik emeletre mozgathatják.
A felvonót az aknában acélsínek vezetik, melyekhez a járószék csúszókkal vagy görgőkkel csatlakozik. A járószékre fogókészülékeket építenek, hogy egy esetleges kötélszakadás vagy sebesség túllépés esetén ne zuhanjon le. A legtöbb esetben használt ékes, vagy görgős fogókészülékek  úgy vannak kialakítva, hogy probléma esetén a járószék súlya ráfeszítse a vezetősínre, és akár kötelek nélkül is megtartsa.  Az ékszögek és a súrlódási tényező megfelelő megválasztásával önzárás alakul ki, aminek következtében a lezuhanó járószék hirtelen, rendszerint nagy lassulással és zajjal áll meg. Alkalmaznak állandó erővel fékező fogókészüléket is, melyeknél a kötélszakadáskor fellépő legnagyobb lassulás értékét előre be lehet állítani.
Az ellensúly tömege általában a járószék és a teher 45%nak  összege szokott lenni, ekkor kell ugyanis a legkisebb teljesítményű motort beépíteni.

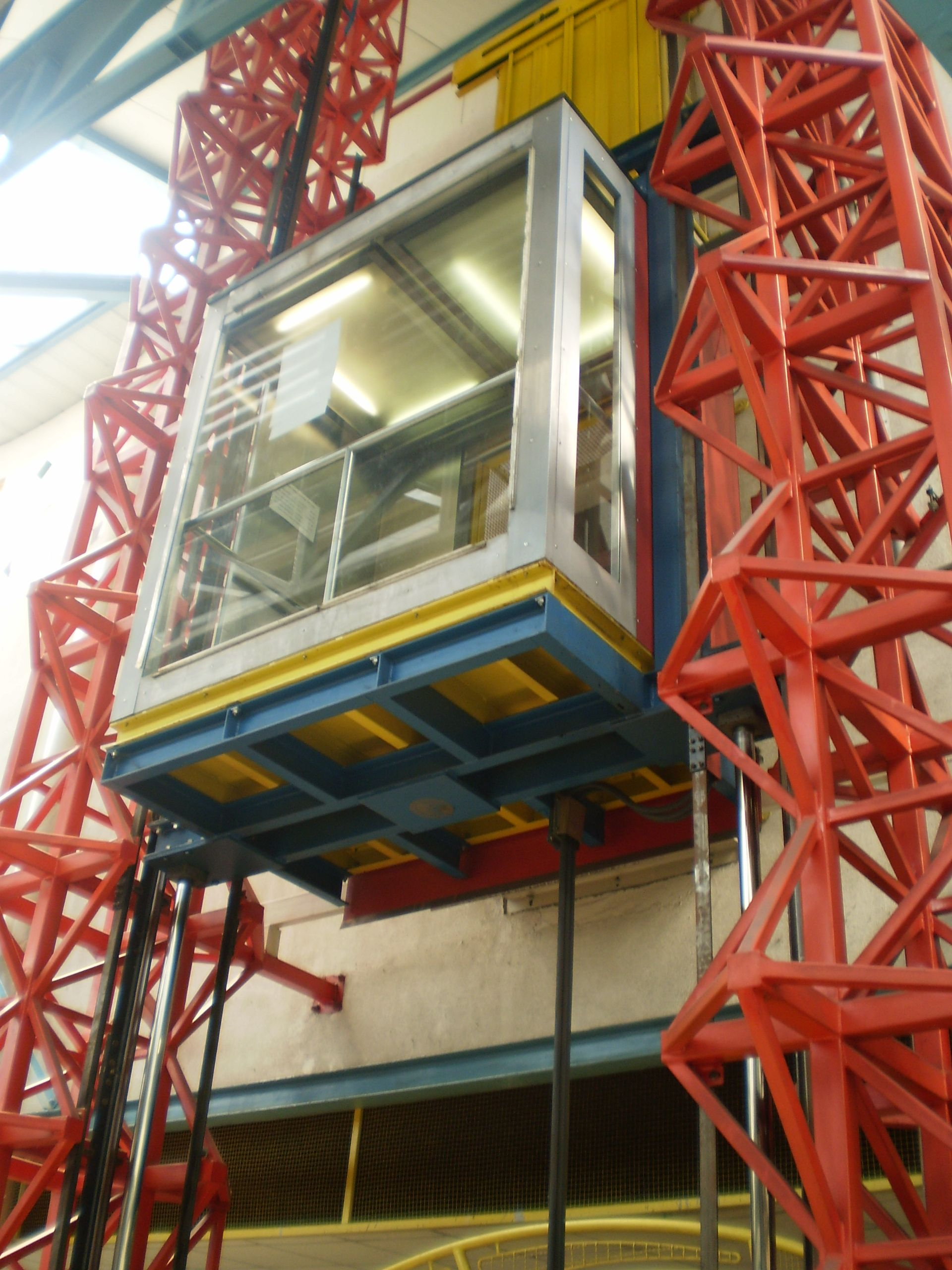
Hidraulikus felvonó a Lehel téri piacon

Az egykori World Trade Center kettős tornyának gyorsliftjei és helyi felvonói

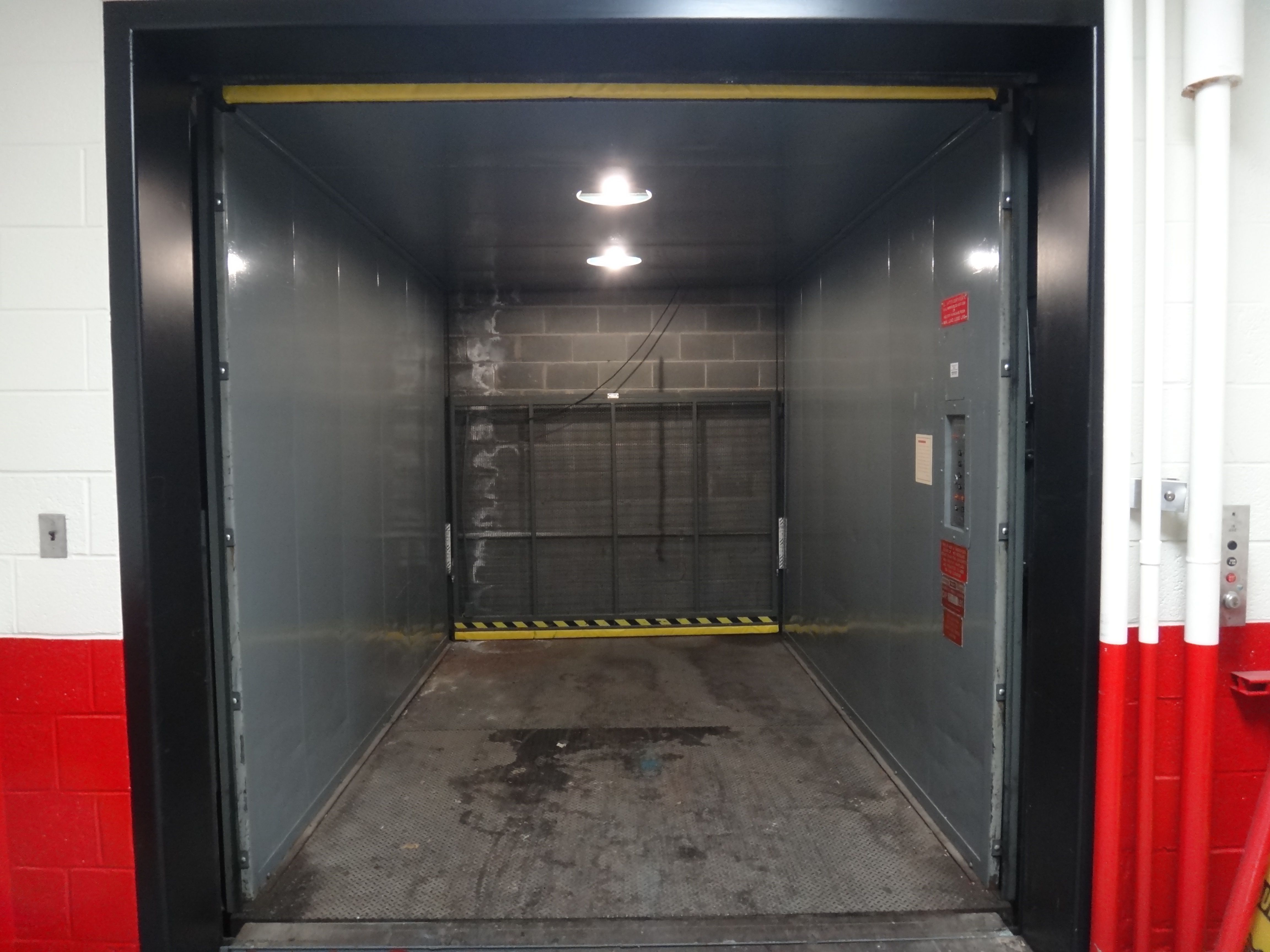
Teherfelvonó járószéke belülről

## Hidraulikus felvonók
Kisebb magasságra, maximum 20 méter emelő magasságig, hidraulikus felvonókat is építenek. Igen megbízhatóak, csendes üzeműek. Ha a  munkahenger közvetlenül emeli a járószéket. Ellensúlyt nem alkalmaznak, a kötelek egyik vége  alul van kirögzítve a dugattyú talpánál az akna legmélyebb pontján . A másik vége a fülke vázon általában alulra van rögzítve, így jobban ki lehet használni az emelőmagasságot. A hidraulikus munkahenger ilyenkor fele utat tesz meg, és fele sebességgel halad mint a járószék. Energiatakarékos megoldás a hidraulikus akkumulátor alkalmazása is. A hidraulikus felvonóknál csőtörés elleni védelmet is beépítenek. A hidraulikus felvonók egyik előnye, hogy a hidraulikus tápegység az akna 25–20 m-es körzetén belül bárhol elhelyezhető, így elkerülhető a köteles felvonóknál szokásos felső gépház alkalmazása.

## Biztonsági berendezések
A biztonsági berendezések legfontosabbika a kötélszakadás elleni védelmet jelentő  fogókészülék, és az esetek többségében az ezt működtető sebességhatároló készülék. A személyszállító felvonók aknája többnyire zárt, régebben a lépcsőház közepén dróthálóval körűlkerített volt, ma a lakóépületekben falakkal körülhatárolt AKNA , de építenek panorámalifteket is, melyek épületek külső falán kívül, vagy üvegezett acél torony szerkezetben közlekednek és csak az épület belseje felé zártak. A járószék (felvonó fülke) is zárt. A felvonó fülke ajtaja és az akna ajtajai csak akkor nyithatók (vagy önműködően kinyílnak) ha a járószék pontosan szintben áll. Ilyenkor a többi szint ajtaját nem lehet kinyitni. Minden felvonóba valamilyen sebességhatároló szerkezetet kell beépíteni, mely a névleges sebesség adott értékkel (max a névleges sebesség 40% a ) való túllépése esetén fékezi a járószéket. A sebességhatárolót a tehetetlenségi vagy centrifugális erő működteti. A személyfelvonók fülkéit villamos vészjelzővel kell felszerelni, amellyel a bennrekedt utasok jelezni tudják az üzemzavart,kétirányú beszédkapcsolaton keresztül. Kötelező az épületekben kioktatott személyeknek  tartózkodni, akik a mentésre ki vannak oktatva. Ilyen személy hiányában kötelező távfelügyeleti vészjelzőt beépíteni és működtetni! A mechanikus biztonsági berendezéseken kívül villamos biztonsági rendszerekkel is felszerelik a felvonókat, amelyek a hibás működés esetén leállítják a berendezést illetve nem engedik működni. Ezeknek a megfelelőségét a régi magyar szabvány az MSZ 0411/76 1985 ös módosítása, az Unióban az EN 81 határozza meg.

## A felvonók felhasználása
- Személyfelvonók – Emberek szállítására szolgálnak egy épület emeletei között. Kapacitásuk egyetlen főtől néhány tucat utasig terjed. Néhány emeletre gyakran hidraulikus, magasabbra mindig hajtótárcsás-köteles felvonók használatosak. Magas épületeknél (felhőkarcolóknál) gyorslifteket és helyi felvonókat vegyesen használnak. A gyorsliftek csak kitüntetett szinteken állnak meg, ahonnan a helyi felvonókra átszállva lehet a kívánt emeleteket elérni. Különleges személyfelvonók készülnek kórházaknak illetve kerekes székkel közlekedők számára, akiknek egy néhány lépcsőfok leküzdése is nehézséget okoz. Régebben nagy forgalmú középületekben folyamatos üzemű felvonókat, úgynevezett páternosztereket is építettek.
- Teherfelvonók – Ezek nem személyek, hanem teher szállítására szolgálnak. Magasabb épületeket a személyliftek mellett általában bútorok szállítására alkalmas teherliftekkel is felszerelik. Ezekben a személyszállítás általában tiltott, de átmenetileg (például a többi felvonó javításakor) lehetővé teszik a személyforgalmat is. Ennek azonban feltétele, hogy a megfelelő biztonsági berendezésekkel el legyenek látva. A teherfelvonók mérete és terhelhetősége általában meghaladja a személyfelvonókét. Építhetők kézzel nyitható-csukható ajtókkal és általában erősebb padlóval rendelkeznek, hogy ellenálljanak nagyobb terhek rakodásánál esetleg fellépő erősebb igénybevétellel.
- Ételfelvonók – Kisebb, legtöbbször kézi működtetésű szerkezetek, az ebédlő és az egy szinttel lejjebb fekvő konyha közötti étel és edényforgalmat bonyolítja le.
- Építkezési felvonók – Ideiglenesen telepített emelőgépek, melyek egy építkezés folyamán segítik az építőanyagok (tégla, habarcs, festék) felszállítását a megfelelő szintre. Személyszállításra nem mindegyik típusuk használható.
- Gépkocsifelvonók – Többszintes garázsokban, szervizállomásokon, gépkocsiszalonokban az autók emelésére szolgáló berendezés.
- Csónak- és hajófelvonók – Kisebb csatornáknál a különböző szintű részek áthidalására zsilipek helyett hajófelvonókat is létesítenek.
- Színpadi felvonók vagy süllyesztők – Színpadtechnikai berendezések. Az egész színpad vagy egyes részeinek felemelésére szolgál akár díszletekkel, kellékekkel és színészekkel egyetemben. Valamint a "vasfüggöny"-t mozgató berendezés.
- Repülőgépfelvonók – A repülőgéphordozók hangáraiból a repülőfedélzetre emelik a felszállásra készülő repülőgépeket.

## Híres hosszú és gyors felvonók
| Név                                | Sebesség               | Hossz    | Felállítás helye               | Tervező                      | Üzembehelyezés | Megjegyzés |
| Burj Khalifa                       | 9 m/s                  | 504 m    | Egyesült Arab Emírségek, Dubaj | OTIS Elevators               | 2009           | A világ leghosszabb felvonója |
| Kollhoff-Tower                     | 8,65 m/s               | 90 m     | Németország, Berlin            | ThyssenKrupp Felvonóművek    | 1999           | Európa leggyorsabb felvonója |
| Olimpia torony, München            | 7,00 m/s               | 182 m    | Németország, München           | Haushahn                     | 1968           | Menetidő a tetőig: 27 s; 0–7 m/s: 4,5 s                                                                                                   |
| Florián torony, Dortmund           | 4 m/s                  | 151,55 m | Németország, Dortmund          | Schindler Felvonók           | 1959           | Teljes menetidő: 40 s |
| Augustinum Mölln                   | 2,5 m/s                | 115 m    | Németország, Mölln             | Hütter-Felvonók              | 2001           | Nagy sebességű ferde felvonó |
| Európa trorony Frankfurt           | 6 m/s                  | 240 m    | Németország, Frankfurt am Main | Schindler Felvonók           | 1978           | A látogatható szint 1997 óta be van zárva                                                                                                 |
| Faja dos Padres (Panoráma felvonó) | 1 m/s                  | 250 m    | Portugália, Madeira            | ?                            | ?              | |
| TV torony Nürnberg                 | 6,3 m/s                | 193 m    | Németország, Nürnberg          | Schindler Felvonók           | 1979           | A látogatható szint be van zárva |
| Hammetschwand-Lift                 | 3,15 m/s               | 152,81 m | Svájc, Bürgenstock             | Schindler Felvonók           | 1905/1990      | Európa legmagasabb külszíni felvonója |
| Jin-Mao felhőkarcoló               | 9 m/s                  | 340 m    | Kína, Sanghaj                  | Mitsubishi Electric Elevator | 1997/1998      | |
| Stuttgarti TV torony               | 5 m/s                  | 150 m    | Németország, Stuttgart         | Haushahn                     | 1956/2003      | |
| Taipej 101                         | 16,8 m/s fel 10 m/s le | 448 m    | Tajvan, Tajpej                 | Kone                         | 2004           | Toshiba építette |
| Posta torony                       | 6 m/s                  | 156 m    | Németország, Bonn              | Schindler Felvonók           | 2001           | |
| Donauturm                          | 6,1 m/s                | 213,5 m  | Ausztria, Bécs                 | Kone                         | 1964           | Megnyitásakor Európa leggyorsabb express felvonója volt. Az erős szél miatti torony kilengések idején csökkentett sebességgel közlekedik. |